# Целестин III
Папа Целестин III (на латински: Coelestinus.PP.III), роден Джачинто Бобоне (на италиански: Giacinto Bobone) е глава на Католическата църква, 175-ия поред папа в Традиционното броене.